# Labena striata
Labena striata är en stekelart som beskrevs av Henry Keith Townes, Jr. 1966. Labena striata ingår i släktet Labena och familjen brokparasitsteklar. Inga underarter finns listade i Catalogue of Life.